# جو كيرك
جو كيرك (بالإنجليزية: Joe Kirk)‏ هو ممثل أمريكي، ولد في 1 أكتوبر 1903 بنيويورك في الولايات المتحدة، وتوفي في 16 أبريل 1975 بلوس أنجلوس في الولايات المتحدة.

## وصلات خارجية
- جو كيرك على موقع IMDb (الإنجليزية)
- جو كيرك على موقع قاعدة بيانات الفيلم (الإنجليزية)